# Monterrubio de la Serena
Monterrubio de la Serena (extremadurai nyelven Monti-Ruviu) település Spanyolországban, Badajoz tartományban. Monterrubio de la Serena Belalcázar, Hinojosa del Duque, Valsequillo, Los Blázquez, Peraleda del Zaucejo, Zalamea de la Serena, Benquerencia de la Serena, Cabeza del Buey, Esparragosa de Lares és Castuera községekkel határos. Lakosainak száma 2199 fő (2024).

## Népesség
A település népessége az utóbbi években az alábbiak szerint változott:
| Lakosok száma | 3047 | 2792 | 2841 | 2710 | 2702 | 2537 | 2472 | 2372 | 2312 | 2199 |
|               | 2001 | 2004 | 2006 | 2009 | 2011 | 2014 | 2016 | 2019 | 2021 | 2024 |